# Parkland (Wisconsin)
Parkland – miasto w Stanach Zjednoczonych, w stanie Wisconsin, w hrabstwie Douglas.